# Škoda RSO
Škoda RSO (typ Porsche 175), známý také jako Radschlepper Ost (kolový tahač Východ), byl těžký německý dvounápravový vojenský tahač s pohonem všech čtyř kol. Navrhl jej konstruktér Ferdinand Porsche v roce 1941, jeho výroba probíhala v automobilce ASAP v Mladé Boleslavi. Během let 1942–1944 vzniklo pravděpodobně kolem 200 strojů, které byly nasazeny převážně na západní frontě.

## Historie
Idea těžkého univerzálního tahače (traktoru), určeného pro zamýšlenou invazi do Sovětského svazu údajně vyšla od Adolfa Hitlera. Na jeho popud vytvořil Ferdinand Porsche roku 1941 návrh čtyřkolového vozidla, vyznačujícího se rozměrnými celoocelovými koly opatřenými ostruhami. Vozidlo poháněl motor dle vlastního Porscheho návrhu. Jednalo se o vzduchem chlazený řadový čtyřválec o zdvihovém objemu 6023 cm³ a nejvyšším výkonu 90 k (66 kW). Ke startování tohoto motoru sloužil pomocný dvouválcový startovací motor, jehož základem byla polovina pohonné jednotky automobilu KdF.
Konečný vývoj a výroba byla zadána automobilce ASAP v Mladé Boleslavi, v tehdejším Protektorátu Čechy a Morava. První zkoušky vozidla RSO proběhly v roce 1942. Jejich výsledky byly zklamáním: těžké vozidlo s poměrně úzkými koly se bořilo i v relativně pevném terénu. Na zledovatělém povrchu se stroj stával prakticky neřiditelným. Problematická byla také vysoká spotřeba paliva. Část problémů zřejmě zapříčinily i sabotáže během vývojových prací v mladoboleslavské automobilce. Přes tyto nedostatky však byla nařízena sériová výroba, která během let 1942–1944 dala vzniknout asi 206 vozidlům. Kvůli jeho nedostatkům zřejmě nedošlo k zamýšlenému rozsáhlejšímu nasazení vozidel na východní frontě. Místo toho byly přiděleny k jednotkám na Západě, kde pak sloužily během bojů v Normandii a v Holandsku. Několik strojů se údajně dočkalo nasazení během bitvy v Ardenách.
Žádný vůz Škoda RSO se pravděpodobně nedochoval do současnosti.

## Technické údaje
Škodu RSO pohání řadový, vzduchem chlazený zážehový čtyřválec s rozvodem OHV. Motor má zdvihový objem 6083 cm³ (vrtání válců 115 mm, zdvih 145 mm) a dosahuje nejvyšší výkon 66 kW (90 k) při 2100 ot./min. Kompresní poměr činí 1: 5,45. Klikový hřídel je uložen v pěti ložiskách. Mazání motoru je tlakové oběžné.
Převodovka je pětistupňová, se zpětným chodem. Nápravové i mezinápravové rozvodovky jsou opatřeny uzávěrkami diferenciálů.
Rám vozidla je žebřinový. Tuhá přední i zadní náprava je poháněná a odpružená půleliptickými listovými péry. Kola jsou celoocelová, průměru 1500 mm, s vyměnitelným oráfováním dle druhu terénu.